# Erebiomima luteisquama
Erebiomima luteisquama är en tvåvingeart som beskrevs av Louis-Paul Mesnil 1953. Erebiomima luteisquama ingår i släktet Erebiomima och familjen parasitflugor. Inga underarter finns listade i Catalogue of Life.